# The Winery Dogs
A The Winery Dogs nevű hard/blues rock supergroup 2012-ben alakult meg New Yorkban, tagjai: Richie Kotzen (ex-Poison), Mike Portnoy (ex-Dream Theater) és Billy Sheehan (ex-Mr. Big). A három zenész már a Winery Dogs előtt is jelentős zenei karrierrel rendelkezett, de csak 2012-ben álltak össze együtt játszani. A nagy öregek, mint például Jimi Hendrix, Cream, Led Zeppelin és Grand Funk Railroad hatott rájuk, további zenei hatásként még újabb együtteseket, pl. Soundgarden, Alice in Chains, The Black Crowes, illetve Lenny Kravitz-et jelölték meg.
Az Adrenaline Mob zenekar elhunyt basszusgitárosának, David Z.-nek az emlékére írtak egy "Elevate" című számot.
2016-ban Magyarországon is felléptek a Barba Negra Music Clubban, a brit Inglorious társaságában.

## Diszkográfia

### Stúdióalbumok
- The Winery Dogs (2013)
- Hot Streak (2015)
- Dog Years (2017)